# Distrikt Acora
Der Distrikt Acora (alternative Schreibweise Distrikt Ácora) liegt in der Provinz Puno in der Region Puno in Süd-Peru. Der Distrikt wurde am 2. Mai 1854 gegründet. Der Distrikt Acora hat eine Fläche von 1941,09 km². Beim Zensus 2017 wurden 22.961 Einwohner gezählt. Im Jahr 1993 lag die Einwohnerzahl bei 29.420, im Jahr 2007 bei 28.679. Verwaltungssitz des Distriktes ist die 3867 m hoch gelegene Kleinstadt Ácora mit 3310 Einwohnern (Stand 2017). Acora liegt 6 km vom Westufer des Titicacasees entfernt, knapp 30 km südöstlich der Provinz- und Regionshauptstadt Puno.

## Geographische Lage
Der Distrikt Acora liegt im Altiplano westlich des Titicacasees im äußersten Südosten der Provinz Puno. Er hat eine maximale Längsausdehnung in SSW-NNO-Richtung von 94 km. Er reicht vom Titicacasee im Norden bis zur Wasserscheide der Cordillera Volcánica im Süden. Das Gebiet wird von den Flüssen Río Blanco und Río Grande durchflossen, die zum Flusssystem des Río Ilave gehören. Dieser verläuft streckenweise entlang der östlichen Distriktgrenze. Die Nationalstraße 3S von Puno nach Ilave führt durch den Distrikt an der Stadt Acora vorbei.
Der Distrikt Acora grenzt im Osten an die Distrikte Ilave, Conduriri und Santa Rosa (alle in der Provinz El Collao), im Süden an den Distrikt Carumas (Provinz Mariscal Nieto, Region Moquegua), im Westen an den Distrikt Pichacani sowie im Nordwesten an den Distrikt Platería.

## Ortschaften
Im Distrikt gibt es 28 Ortschaften (Centros Poblados) mit eigenem Ortsvorsteher (Alcalde):
- Aguas Calientes
- Alto Alianza
- Amparani
- Ayrumas Carumas (231 Einwohner)
- Caritamaya (338 Einwohner)
- Ccapalla Moccaraya (391 Einwohner)
- Ccopamaya
- Ccopaquira
- Chancachi
- Ciudad Nueva
- Cocosani
- Crucero
- Culta
- Inkasamawi
- Isla Iscata
- Jayu Jayu (404 Einwohner)
- Jilatamarca Rio Blanco
- Marca Esqueña (230 Einwohner)
- Nuevo Cusini
- Pucara Taipicirca (282 Einwohner)
- Quelca
- Sacuyo (329 Einwohner)
- Santa Rosa de Yanaque
- Thunco (238 Einwohner)
- Thunuhuaya
- Totorani
- Villa Jachacahi
- Villa Socca (203 Einwohner)